# Bomba Tzur

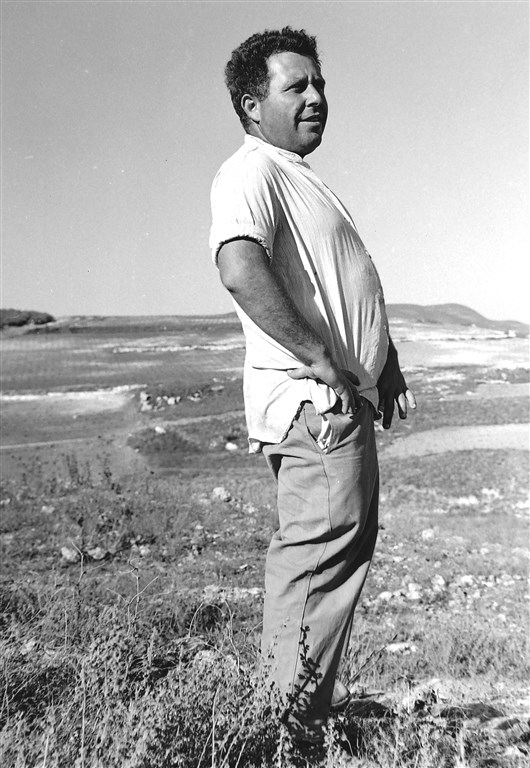
Bomba Tzur (1960)

Yosef "Bomba" Tzur, unter anderem auch Bomba Zur, (hebräisch יוסף (בומבה) צור; geb. 26. Dezember 1928 in Haifa; gest. 21. März 1979 in Herzlia) war ein israelischer Schauspieler und Sänger der 1960er und 1970er Jahre. Bekannt wurde er durch seine Hauptrolle als Kasimir Blaumilch in dem Film Der Blaumilchkanal nach einem Hörspiel von Ephraim Kishon.

## Leben
Tzur wurde in Haifa als Joseph Weltzer geboren. Er besuchte die Schule in Haifa. Als Mitglied einer Militärkapelle trat er in den Palmach ein. Er hatte seine ersten Auftritte als Schauspieler am Haifa Theater. Während des Palästinakriegs war er Mitglied der Carmeli Brigade. Nach dem Krieg hatte er seine ersten Rollen in Stücken wie Der brave Soldat Schwejk. Seinen ersten Filmauftritt hatte er in der israelischen Produktion Even Al Kol Meel. Es folgten weitere Filmrollen in Es waren zehn und Loch im Mond. In Israel wurde er auch als Theaterschauspieler im Stück Anatevka bekannt. Seinen größten Erfolg hatte er als Kasimir Blaumilch in dem Film Der Blaumilchkanal von 1969, der in Barcelona den Preis für den besten ausländischen Film gewann und für den Golden Globe nominiert wurde. Tzur starb 1979.